# حب وفقر وحرب (كتاب)
حب وفقر وحرب: رحلات ومقالات هي مجموعة من المقالات والتقارير الصحفية كتبها المؤلف، الصحفي، والناقد الأدبي كريستوفر هيتشنز. يُشرَح عنوان الكتاب في المقدمة، والذي يُخبِر القارئ «القول القديم وهو ان حياة المرء لا تكتمل حتى يتذوق الحب، الفقر، والحرب.»
يتضمن جزء «الحب» مقالات عن بعض الشخصيات الثقافية المفضلة لدى هيتشنز مثل جيمس جويس، ليون تروتسكي وروديارد كيبلنج؛ يتضمن «الفقر» نقد لكل ما يشابه الأم تيريسا، مايكل مور، ميل جيبسون وديفيد ايرفنج؛ في حين ان «الحرب» تم تقسيمه إلى «قبل سبتمبر» و«بعد سبتمبر»، والذي يظهر رد فعل هيتشنز لهجمات الحادي عشر من سبتمبر. كتب كولم توبين في مراجعته للكتاب «ان هذا اليوم قد ألقى بظلاله على هذا الكتاب.» ان هذا اليوم، كمل قال هيتشنز «قد لخص الحب، الفقر، والحرب، بصورة واضحة.»

## التقبل
تمت الإشادة بكتاب حب، فقر، وحرب في مجلة كيركوس رفيوز حيث كُتِبَ انها «مجموعة متكاملة مع ندرة الملاحظات الخاطئة» ومع «وطنيته الشرسة والدقيقة في أعقاب أحداث الحادي عشر من سبتمبر»، وصف روبرت دوغلاس فيرهورست، من صحيفة ذه ديلي تيليغراف، هيتشنز بانه «وحيد القرن المنقض في الأدب الإنجليزي»، وكتب انه «على الرغم من ان كتاباته التي نشرت بعد أحداث الحادي عشر من سبتمبر تتزاحم مع المقالات السطحية على بوب ديلان وفرط الإستمناء في رواية يوليسيس [...] الا ان هنالك أوقات يكتب فيها هيتشتز بصورة جيدة لدرجة انك ستغفر له أي شيء تقريبًا.» كما أشاد دوغلاس فيرهورست «باستعداده لقول الغير مقبول قوله.»
يقول جيمس لي من ذه سيدني مورننغ هيرالد انه «على الرغم من ان هنالك الكثير حول دعم هيتشنز لبوش المثير للغرابة»، الا انه أشاد بعمل هيتشنز قائلًا «انها أفضل مجموعة مختارة من أعمال هيتشنز تم نشرها. [...] هيتشنز هو بدون جهد كاتب رائع ومجدال مشاكس معروف، ولكن الإطار الكلي لحب، فقر، وحرب هو دليل على سعة معرفته. هنالك كتاب قليلون يستطيعون التحول من إعادة التقييم المطول والمفصل لإرث ونستون تشرشل إلى أعمال مارسيل براوست والشعور بانك في بيتك على حد سواء.» يقول ديفيد هيرمان من مجلة بروسبكت ان هذه المجموعة قد ثبتت هيتشنز «على انه أحد أفضل النقاد الثقافيون والأدبيون في العشرون سنة السابقة»، مشيدًا بكتاباته عن روديارد كيبلنج، مارسيل براوست، وكتاب مغامرات اوجي مارتج. كتب ديفيد فري من مجلة ذه استرالين ان المقالات التي كتبت على ضوء أحداث الحادي عشر من سيبتمبر ستصبح من «كلاسيكيات الصحافة الأمريكية.»
كانت نظرة كولم توبين من ذا نيويورك تايمز للكتاب نظرة إيجابية معتدلة. على الرغم من اعتباره المقالين حول سفره إلى باكستان والعراق على انها نقطتين منخفضتين في مسيرته، الا انه اعتبر المجموعة بأجمعها «عرض مختلف ومثير للاهتمام لعمله كمجادل، مراسل، وناقد أدبي.» أشاد توبين بمقال الحقنة القاتلة لمحاربي حرب فيتنام وقال ان هيتشنز من الممكن «ان يكتب بنفس جودة جورج اورويل.»